# Zabrze
Zabrze (uitspraak: [ˈzabʐɛ], ong. zabzje) (Duits 1915-1945: Hindenburg O.S.) is een stad in Polen. De stad ligt in Opper-Silezië, heeft (2003) ongeveer 200.000 inwoners en een oppervlakte van 80,47 km².

## Geschiedenis
Rond 1300 werd het dorp ter plaatse aangeduid als ‘Sadbre sive Cunczindorf’ ('Sabre ofwel Kunzendorf’), later werd dit Alt-Zabrze. Het oudste dorp binnen de huidige stadsgrenzen is Biskupitz, dat in 1234 gesticht werd. In 1774 werd Dorotheendorf gesticht en een jaar later Klein-Zabrze. 
Op 1 april 1905 werden Alt-Zabrze, Dorotheendorf en Klein-Zabrze en een klein deel van de gemeente Zaborze samengevoegd tot de nieuwe gemeente Zabrze. Zabre behoorde tot Opper-Silezië. In 1915 werd de naam gewijzigd in Hindenburg ter ere van veldmaarschalk en rijkspresident Paul von Hindenburg. Aan het begin van de 19de eeuw woonden hier maar een paar duizend mensen, in 1870 20.000, in 1900 bijna 60.000 en in 1920 75.000. Met de nadien geannexeerde dorpen in de omgeving waren het er meer dan twee maal zoveel.
In de 18de eeuw werden kolen- en zinkmijnen ontdekt die pas een eeuw later modern geëxploiteerd konden worden en toen tienduizenden arbeiders aantrokken. De grootgrondbezitters, met name de Grafelijke families von Henckel-Donnersmarck, von Ballestrem en von Schaffgotsch kregen de positie van industriemagnaten en verbonden zich nauw aan het keizerlijke hof in Berlijn. Een moderne stad ontstond in een revolutionair tempo en dus met een maatschappelijk in veel opzichten ontwrichtend gevolg. De Rooms-Katholieke Kerk verleende sociale zorg; de overheid zorgde voor disciplinering in een Pruisisch en Duits staatsverband. Het Duitstalige staatsonderwijs was daartoe een belangrijk middel en iets meer dan de helft van de bevolking gaf zich bij de volkstelling van 1910 op als Duitstalig, waarna in 1921 meer dan 70% zich bij de volksstemming over de nieuwe grenzen met Polen uitsprak voor een verblijf van de stad bij Duitsland. Omdat het omringend platteland voornamelijk Pools gestemd had en zodoende bij Polen gevoegd werd, werd Hindenburg een geïsoleerde stad aan de nieuwe staatsgrens. Pas in 1922 kreeg de stad formeel stadsrechten: daarvoor stond het bekend als 'Europa's grootste dorp'. In 1927 slorpte Hindenburg nog omliggende gemeenten zoals Zaborze op. Tot 1945 behoorde de stad tot Duitsland onder de naam Hindenburg O.S. (O.S. = Oberschlesien, Opper-Silezië).
Economisch stagneerde de groei want een deel van het achterland was nu Pools. Na de nationaalsocialistische machtsovername in 1933 werd het Pools gaandeweg in het openbaar verboden en vervolgens ook in de kerk gemarginaliseerd.  
In januari 1945 nam het Sovjet-leger de stad in zonder haar te verwoesten, want zij zou in het na-oorlogse Polen een belangrijke rol moeten gaan spelen. De nieuwe Poolse autoriteiten wezen de Duitstalige bevolking uit; tweetaligen mochten blijven en zij werden aangevuld met Polen van elders. Nu werd in het openbaar het gebruik van de Duitse taal verboden. Een groot aantal tweetaligen zou later alsnog een navraag indienen om naar de Bondsrepubliek (BRD) te kunnen vertrekken. Zie: Verdrijving van Duitsers na de Tweede Wereldoorlog.  
Door de intensieve exploitatie van de mijnen zou de werkgelegenheid toenemen en het bevolkingstal groeien tot ruim 200.000 in 1990 maar daarna weer wat teruglopen omdat de inmiddels verouderde industrie niet snel kon omschakelen. Dat slechts 80% zich bij de volkstelling nationaal als ‘Pool’ laat registreren geeft de relatie aan die velen nog met het verleden hebben, zie Duitse minderheid in Polen. 
Tegenwoordig is Zabrze een belangrijk centrum voor industrie, wetenschap en cultuur voor Opper-Silezië. Er zijn wetenschappelijke instituten van de Poolse Academie van Wetenschappen. De Filharmonie van Opper-Silezië resideert er en er zijn bedrijven in de elektronische, glas- en levensmiddelenindustrie. Als recreatiegebieden fungeren het cultuur- en recreatiepark van het woiwodschap en het park van Maciejów. 

## Verkeer en vervoer
- Station Zabrze
- Station Zabrze Makoszowy
- Station Zabrze Mikulczyce (gesloten)

## Sport
Górnik Zabrze is de betaaldvoetbalclub van de stad en speelt haar thuiswedstrijd in het Ernest Pohlstadion. Górnik Zabrze is met 14 landstitels mede recordkampioen. De club won deze landstitels tussen 1957 en 1988.

## Geboren in Zabrze
- Karl Godulla (1781–1848), ontdekker en eerste exploitant van de Silezische zinkmijnen
- Dorothee von Velsen (1883–1970), strijdster voor vrouwenrechten en mede-oprichtster van Duitse vrouwenorganisaties, trok zich terug na nationaalsocialistische machtsovername
- Heinz Tobolla (1925–2013), beeldhouwer in Duitsland, in 2007 ereburger van Zabrze
- Erich Muscholl (* 1926), hoogleraar toxicologie aan de universiteit van Edinburgh
- Janpeter Kob (1927–1986), hoogleraar en publicist in Hamburg
- Bernhard Kytzler (* 1929), hoogleraar klassieke filologie in Frankfurt, gasthoogleraar in Engeland, China en Zuid-Afrika
- Horst Eckert (* 1931), met pseudoniem Janosch, kinderboekenschrijver en -illustrator
- Günter Kohlmann (1933–2005), hoogleraar strafprocesrecht in Frankfurt
- Peter Toschek (* 1933), hoogleraar laser-techniek in Hamburg
- Joachim Kroll (1933–1991), seriemoordenaar in Duitsland
- Joachim Dalfen (1936–2017), klassiek filoloog, rector van de universiteit Salzburg
- Friedrich Kramer (* 1938), CDU-afgevaardigde in de Landdag van Hessen
- Zbigniew Jaremski (1949–2011), Poolse atleet
- Siegfried Deinege  (* 1955), SED-politicus, werd in 2012 Oberbürgermeister van Görlitz
- Krystian Zimerman (* 1956), Poolse concertpianist
- Andrzej Pałasz (1960), Poolse voetballer
- Daze Maxim (Markus Stanislaw Manowski, * 1977), dance en elektronisch muziekkunstenaar in Duitsland
- Adrian Topol (* 1981), toneel- en filmspeler in Duitsland
- Łukasz Skorupski (1991), Poolse voetballer

Stadsdistricten:
Bielsko-Biała ·
Bytom ·
Dąbrowa Górnicza ·
Gliwice ·
Jaworzno ·
Katowice ·
Jastrzębie Zdrój ·
Chorzów ·
Mysłowice ·
Piekary ·
Ruda Śląska ·
Rybnik ·
Siemianowice ·
Sosnowiec ·
Świętochłowice ·
Częstochowa ·
Tychy ·
Zabrze ·
Żory

Districten:
Będzin ·
Bielsko-Biała ·
Bieruń-Lędziny ·
Cieszyn ·
Częstochowa ·
Gliwice ·
Kłobuck ·
Lubliniec ·
Mikołów ·
Myszków ·
Pszczyna ·
Racibórz ·
Rybnik ·
Tarnowskie Góry ·
Wodzisław ·
Zawiercie ·
Żywiec